# Interacción de Yukawa
En física de partículas, la interacción de Yukawa, llamada así en honor de Hideki Yukawa, es uno modelo inicial para la interacción fuerte entre mesones nucleares y nucleones (neutrones y protones). Matemáticamente consiste en un término añadido al lagrangiano de Dirac que incluye el campo escalar {\displaystyle \phi } y el campo de Dirac {\displaystyle \Psi } en la forma:

{\displaystyle g{\bar {\Psi }}\phi \Psi \quad {\text{(escalar)}}}

o

{\displaystyle g{\bar {\Psi }}\gamma ^{5}\phi \Psi \quad {\text{(pseudoescalar)}}}

.
La interacción de Yukawa puede utilizarse para describir la fuerza nuclear fuerte entre nucleones (que son fermiones), mediada por piones (que son mesones pseudoescalares). La interacción de Yukawa también se ha usado en el modelo estándar para describir el acoplamiento entre el campo de Higgs y los quarks y leptones cargados. Por medio de una ruptura espontánea de la simetría, los fermiones adquieren una masa proporcional al valor esperado en el vacío del campo de Higgs.

## La acción
La acción para un campo mesónico φ interactuando con un campo fermiónico de Dirac ψ es 

{\displaystyle S[\phi ,\psi ]=\int d^{d}x\;\left[{\mathcal {L}}_{\mathrm {mes{\acute {o}}n} }(\phi )+{\mathcal {L}}_{\mathrm {Dirac} }(\psi )+{\mathcal {L}}_{\mathrm {Yukawa} }(\phi ,\psi )\right]}

donde la integración se realiza sobre d dimensiones (generalmente cuatro para un espacio-tiempo cuadridimensional). El lagrangiano del mesón está dado por

{\displaystyle {\mathcal {L}}_{\mathrm {mes{\acute {o}}n} }(\phi )={\frac {1}{2}}\partial ^{\mu }\phi \partial _{\mu }\phi -V(\phi )}.

En este caso, {\displaystyle V(\phi )} es un término de autointeracción. Para un mesón sin influencia alguna de un campo se tendría {\displaystyle V(\phi )=\mu ^{2}\phi ^{2}} donde {\displaystyle \mu }, es la masa del mesón. Para el caso de un campo autointeractuante (renormalizable) se tendría {\displaystyle V(\phi )=\mu ^{2}\phi ^{2}+\lambda \phi ^{4}}, donde λ es una constante de acoplamiento.
El lagrangiano de Dirac sin campo está dado por

{\displaystyle {\mathcal {L}}_{\mathrm {Dirac} }(\psi )={\bar {\psi }}(i\partial \!\!\!/-m)\psi }

con m la masa positiva real del fermión.
El término de la interacción de Yukawa es 
{\displaystyle {\mathcal {L}}_{\mathrm {Yukawa} }(\phi ,\psi )=-g{\bar {\psi }}\phi \psi }
donde g es la constante de acoplamiento (real) para mesones escalares y 
{\displaystyle {\mathcal {L}}_{\mathrm {Yukawa} }(\phi ,\psi )=-g{\bar {\psi }}\gamma ^{5}\phi \psi }
para mesones pseudoescalares. Juntando todo en una sola expresión se puede escribir todo lo anterior de una forma mucho más compacta:
{\displaystyle S[\phi ,\psi ]=\int d^{d}x\left[{\frac {1}{2}}\partial ^{\mu }\phi \partial _{\mu }\phi -V(\phi )+{\bar {\psi }}(i\partial \!\!\!/-m)\psi -g{\bar {\psi }}\phi \psi \right]}

## Potencial clásico
Si dos mesones escalares interactúan a través de una interacción de Yukawa, el potencial entre las dos partículas, llamado potencial de Yukawa, será:

{\displaystyle V(r)=-{\frac {g^{2}}{4\pi }}{\frac {1}{r}}e^{-m_{\psi }r}}

Éste es similar al potencial de Coulomb, excepto por el signo y el factor exponencial. El signo se traduce como una atracción entre todas las partículas (la interacción electromagnética es repulsiva para partículas idénticas). Esto se puede explicar por el hecho de que la partícula de Yukawa tiene espín cero, y un espín par siempre resulta en un potencial atractivo. El término exponencial le da a la interacción un rango finito, de tal forma que las partículas a distancias grandes unas de otras difícilmente interactuarán.

## Rotura espontánea de la simetría
Supongamos ahora que el potencial {\displaystyle V(\phi )} tiene un mínimo no en {\displaystyle \phi =0} sino en un valor {\displaystyle \phi _{0}} diferente de cero. Esto es posible, por ejemplo, si se escribe {\displaystyle V(\phi )=\mu ^{2}\phi ^{2}+\lambda \phi ^{4}} y después se escoge un valor imaginario para μ. En este caso, se dice que el lagrangiano exhibe un rompimiento espontáneo de simetría. El valor no nulo de φ se llama valor esperado en el vacío de φ. En el modelo estándar, este valor no nulo es responsable de las masas de los fermiones como se muestra más abajo.
Para mostrar el término con la masa, se reescribe la acción en términos del campo {\displaystyle {\tilde {\phi }}=\phi -\phi _{0}}, donde {\displaystyle \phi _{0}} se toma como una constante independiente de la posición. Se puede ver ahora que el término de Yukawa tiene una componente
{\displaystyle g\phi _{0}{\bar {\psi }}\psi },
y puesto que tanto g como {\displaystyle \phi _{0}} son constantes, este término tiene un aspecto exactamente igual al del término de la masa para un fermión con masa {\displaystyle g\phi _{0}}. Este es el mecanismo por el cual el rompimiento espontáneo de la simetría dota de masa a los fermiones. El campo {\displaystyle {\tilde {\phi }}} se conoce como campo de Higgs.

## Forma de Majorana
También es posible tener una interacción de Yukawa entre un escalar y un campo de Majorana. De hecho, la interacción de Yukawa que involucra un escalar y un espinor de Dirac puede pensarse como una interacción de Yukawa que involucra dos espinores de Majorana de la misma masa. Desglosado en términos de los dos espinores quirales de Majorana se tiene
{\displaystyle S[\phi ,\chi ]=\int d^{d}x\left[{\frac {1}{2}}\partial ^{\mu }\phi \partial _{\mu }\phi -V(\phi )+\chi ^{\dagger }i{\bar {\sigma }}\cdot \partial \chi +{\frac {i}{2}}(m+g\phi )\chi ^{T}\sigma ^{2}\chi -{\frac {i}{2}}(m+g\phi )^{*}\chi ^{\dagger }\sigma ^{2}\chi ^{*}\right]}
donde g es una constante de acoplamiento compleja, y m es un número complejo.